# Sweet & Bitter
『Sweet & Bitter』（スイートアンドビター）は、CoCoの6枚目のオリジナル・アルバム。1994年7月21日にポニーキャニオンから発売された。オリコン最高位28位を記録。CoCoのラスト・オリジナルアルバム。
「ちいさな一歩で」の2コーラス目｢何もかも受け止める｣の部分が大野一人の担当になっており、シングル版とは異なっている。

## 収録曲
1. Live2 Version [4:55]
作詞：田口俊／作曲：都志見隆／編曲：米光亮
2. 無敵のOnly You -HORROR VERSION- [5:59]
作詞：及川眠子／作曲：羽田一郎／編曲：米光亮
3. その胸の扉 [4:30]
作詞：森本抄夜子／作曲：太田美知彦／編曲：亀田誠治
4. ちいさな一歩で [4:12]
作詞：森本抄夜子／作曲：朝倉紀幸／編曲：澤近泰輔
5. 千年の媚薬 [4:28]
歌：三浦理恵子
作詞：和泉ゆかり／作曲：いしいめぐみ／編曲：本間昭光
6. A Girl's Night [4:11]
歌：羽田惠理香
作詞：和泉ゆかり／作曲：羽田一郎／編曲：冨田恵一
7. 月に日に〜いつもあなたを想ってる [4:32]
歌：宮前真樹
作詞：宮前真樹／作曲・編曲：小森田実
8. 心の所在 [4:17]
歌：大野幹代
作詞：和泉ゆかり／作曲：山口美央子／編曲：十川知司
9. みんな大丈夫 [4:20]
作詞：森本抄夜子／作曲：羽田一郎／編曲：澤近泰輔
10. You're my treasure〜遠い約束 [4:45]
作詞：森本抄夜子／作曲：羽田一郎／編曲：亀田誠治
11. これから… [5:18]
作詞：森本抄夜子／作曲：いしいめぐみ／編曲：亀田誠治